# Max Markreich
 Max Markreich  (* 11. Oktober 1881 in Weener (Ostfriesland); † 27. November 1962 in San Francisco (USA)) war der Vorsitzende der Jüdischen Gemeinde in Bremen.

## Biografie
Markreich war der Sohn eines Viehhändlers. Er besuchte das Gymnasium in Leer und Hamburg und erwarb die mittlere Reife. In Bremen absolvierte er ab 1897 eine kaufmännische Lehre. 1902 zog nach dem Tod des Vaters auch die Familie nach Bremen. 1909 eröffnete er in der Straße Vor dem Steintor ein Kommissionsgeschäft. 1912 erwarb er eine Sackgroßhandlung. Er heiratet 1912 Johanne Behrens. Beide hatten zwei Töchter und einen Sohn. Im Ersten Weltkrieg war er Soldat. Ab 1918 wohnte er in der Kohlhökerstraße 66.
1916 wurde Markreich Mitglied im Gemeinderat der Jüdischen Gemeinde in Bremen und 1924 war er Vorsitzender des Gemeinderats. 1928 zog er sich aus seinem Geschäft unter Beibehalt der Teilhaberschaft zurück. Er widmete sich verstärkt den Aufgaben seiner Gemeinde und schrieb Artikel über die Bedeutung und die Geschichte des Judentums in Bremen. Er kämpfte gegen den zunehmenden Antisemitismus. Als 1933 die Zeit des Nationalsozialismus begann, gab es in der Jüdischen Gemeinde in Bremen 1.314 Mitglieder. 1933 wanderten mehrere Angehörige seiner Familie aus. Nach der „Reichskristallnacht“ von 1938 kam er und 160 weitere Juden in das KZ Sachsenhausen. Sie mussten nur kurze Zeit bleiben, aber es wurde ihnen nahegelegt, so bald wie möglich mit ihren Familien ins Ausland zu emigrieren.
Er konnte Ende 1938 nach Trinidad auswandern. Als er 1940 dort nach Ausbruch des Zweiten Weltkrieges interniert wurde, zog er nun Anfang 1941 in die Vereinigten Staaten nach Kalifornien. Seinen Namen änderte er in Markrich. Zur gleichen Zeit wurden 1942 in Deutschland 114 Bremer Juden in die Konzentrationslagern in Auschwitz und Theresienstadt deportiert und ermordet.
Nach dem Krieg beendete er seine Bücher zur Geschichte der Juden in und um Bremen. Das Original befindet sich im Leo Baeck Institut in New York.

## Werke
- Geschichte der Juden in Bremen und Umgegend; Ediert von Helge-Baruch Barach-Burwitz. Edition Temmen, Bremen 2003, ISBN 3-86108-692-1.
- Das Memorbuch der Judengemeinde in Emden. In: Jahrbuch für die jüdischen Gemeinden Schleswig-Holsteins 5, 1933/1934
- Die Juden in Ostfriesland, Zweige sephardischen und askenasischen Judentums 1378 – 1945 (Typoskript, Ostfriesische Landschaft)